# Ryan Peake
Ryan Anthony Peake (ur. 1 marca 1973 w Calgary) – gitarzysta prowadzący kanadyjskiego zespołu rockowego Nickelback. W zespole wspomaga wokalnie wokalistę Chada Kroegera. Jest drugim najstarszym członkiem w zespole.

## Życiorys
Urodził się w Calgary, mieszkał w Brooks. Następnie przeprowadził się do małego miasteczka Hanna, gdzie zaprzyjaźnił się z braćmi Kroegerami. Początkowo uczył się grać na pianinie i puzonie, jednak później rozpoczął naukę gry na gitarze. Jego ojciec przez blisko 20 lat występował w zespole country. Pierwszym koncertem na który się wybrał był występ grup Iron Maiden i Guns N’ Roses w Saddledome w 1988 roku.
Po odejściu z zespołu perkusisty Brandona Kroegera w 1998 roku, ściągnął do zespołu swojego kolegę z Brooks Ryana Vikedala, występującego wówczas w zespole Curb Loud Band.
W zespole wspomaga wokalnie gitarzystę Chada Kroegera. Podczas trasy „Silver Side UP Tour” w roku 2002 wykonywał cover zespołu „Super Bon Bon”, podczas trasy promującej krążek „The Long Road” wykonywał cover z repertuaru Eltona Johna „Saturday Night's Alright (For Fighting)”. Podczas trasy „Dark Horse Tour” wykonywał utwór grupy Kings of Leon „Use Somebody”. Jest także wpółkompozytorem, oraz współautorem tekstu do utworu „Someday”.

## Instrumentarium
Peake najczęściej używa gitar marki Gibson, Gibson Les Paul, Gibson Explorer oraz Gibson Flying V. Używa także zmodyfikowanej szklanej gitary Lucite Gibson, kształtem podobnej do Flying V. Poza tym korzysta również z gitar marki Gretsch. We wczesnej karierze Peake, przeważnie używał zmodyfikowanego Fendera Telecaster. Wymienił przetworniki Telecaster na EMG Humbuckers. Korzysta także z gitar akustycznych marki Morgan oraz Gibson. W nagraniu utworu „Photograph” użył starej gitary akustycznej swego ojca. W teledysku gra na niej Chad Kroeger.
Używa także wzmacniaczy oraz kolumn firmy Mesa Boogie Rectifiers i używa kilku efektów. Używa także JCM Slash 2555 Jubilee Signature Amplifier (ex-Guns N’ Roses) Slash's Custom Marshall).
- Gitary: Gretsch, Gibson Flying V, Gibson Explorer, Gibson Les Paul, Fender Telecaster, Lucite Gibson
- Pick-up: EMG, Inc.
- Przetwornik: Humbucker
- Kolumny: Mesa Boogie

## Życie prywatne
Ryan jest żonaty z Treanną która pracuje w fundacji ICA Canada. Ma dwoje dzieci o imionach Dax i Acadia. Zespół Nickelback, często wspomaga fundację prowadzoną przez żonę Ryana. Jest ateistą.

## Dyskografia
- 1996 - „Curb” (Wydany niezależnie)
- 1998 - „The State” (Roadrunner)
- 2001 - „Silver Side Up” (Roadrunner)
- 2003 - „The Long Road” (Roadrunner)
- 2005 - „All the Right Reasons” (Roadrunner)
- 2008 - „Dark Horse” (Roadrunner)
- 2011 - „Here And Now” (Roadrunner)
- 2013 - The Best of Nickelback Volume 1 (Roadrunner)
- 2014 - „No Fixed Address” (Republic Records)